# Olaf von Fersen
Olaf von Fersen (* 21. Januar 1912 in Reval; † 17. September 2000 in Langen) war ein deutscher Journalist zur Automobilgeschichte und -technik.

## Leben
Olaf Baron von Fersen widmete sein Leben dem Automobil und der Technik. Er wurde 1912 in Reval geboren, einer Stadt im damals noch zaristischen Russland. Zunächst absolvierte er eine Mechanikerlehre und wandte sich dann dem Journalismus zu. Während sein Vetter Hans-Heinrich von Fersen die gleiche Leidenschaft als Hobby betrieb, pflegte Olaf von Fersen als Fachjournalist Kontakte zu den Entwicklungsabteilungen der Automobilindustrie; er galt als qualifizierter Experte. Seine journalistische Laufbahn hatte er bei der Revalschen Zeitung begonnen, später wurde er Korrespondent von Autocar (London) und der Automobil Revue (Bern), war Chef vom Dienst bei der Nachrichtenagentur UPI, Chefredakteur der Fachzeitschrift Automobil (später Rallye Racing), Pressechef bei der Lloyd Motoren GmbH sowie Pressesprecher der British Motor Corporation für Deutschland. Nach langen Jahren Mitgliedschaft bei der Jury Car of the Year war er bis zu seinem Lebensende Ehrenmitglied dieses Gremiums. Mit seinem Buch Ein Jahrhundert Automobiltechnik veröffentlichte Olaf von Fersen 1986 wohl die vollständigste Untersuchung der umstrittenen Frage, wer das Automobil mit Verbrennungsmotor erfunden hat. Die englische Kraftfahrzeugbranche ehrte ihn als ersten Nicht-Briten mit der Mitgliedschaft in der Guild of Motoring Writers. Olaf von Fersen beendete seine journalistische Karriere 1998.

## Publikationen (Auswahl)
- Rennwagen, Rennstrecken, Rennfahrer. Gildeverlag, Alfeld (Leine) 1963.
- mit Harald Linke: Opel, Räder für die Welt. Institute for Historic Research, Princeton 1986, ISBN 0-915038-18-8.
- Ein Jahrhundert Automobiltechnik. Personenwagen. VDI-Verlag, Düsseldorf 1986, ISBN 3-18-400620-4.
- Ein Jahrhundert Automobiltechnik. Nutzfahrzeuge. VDI-Verlag, Düsseldorf 1987, ISBN 3-18-400656-6.